# 亞絲翠·S
亞絲翠·絲姆普拉斯（1996年10月29日—），艺名Astrid S， 是一名挪威歌手與詞曲作家。 2013年，她在挪威版《流行偶像》獲得第五名。 2020年，她通過環球音樂發行了首張錄音室專輯 《Leave It Beautiful》。

## 早年生活
在挪威倫內比的小村莊 Berkåk 成長，亞斯翠在家裡彈鋼琴，在學校的行進樂隊中吹長笛。然而，她覺得古典音樂太過拘束，因此學會了彈吉他並開始創作自己的歌曲，靈感來自她的主要影響者 約翰·梅爾。 13 歲時，亞斯翠學會了說英語。

## 職業生涯

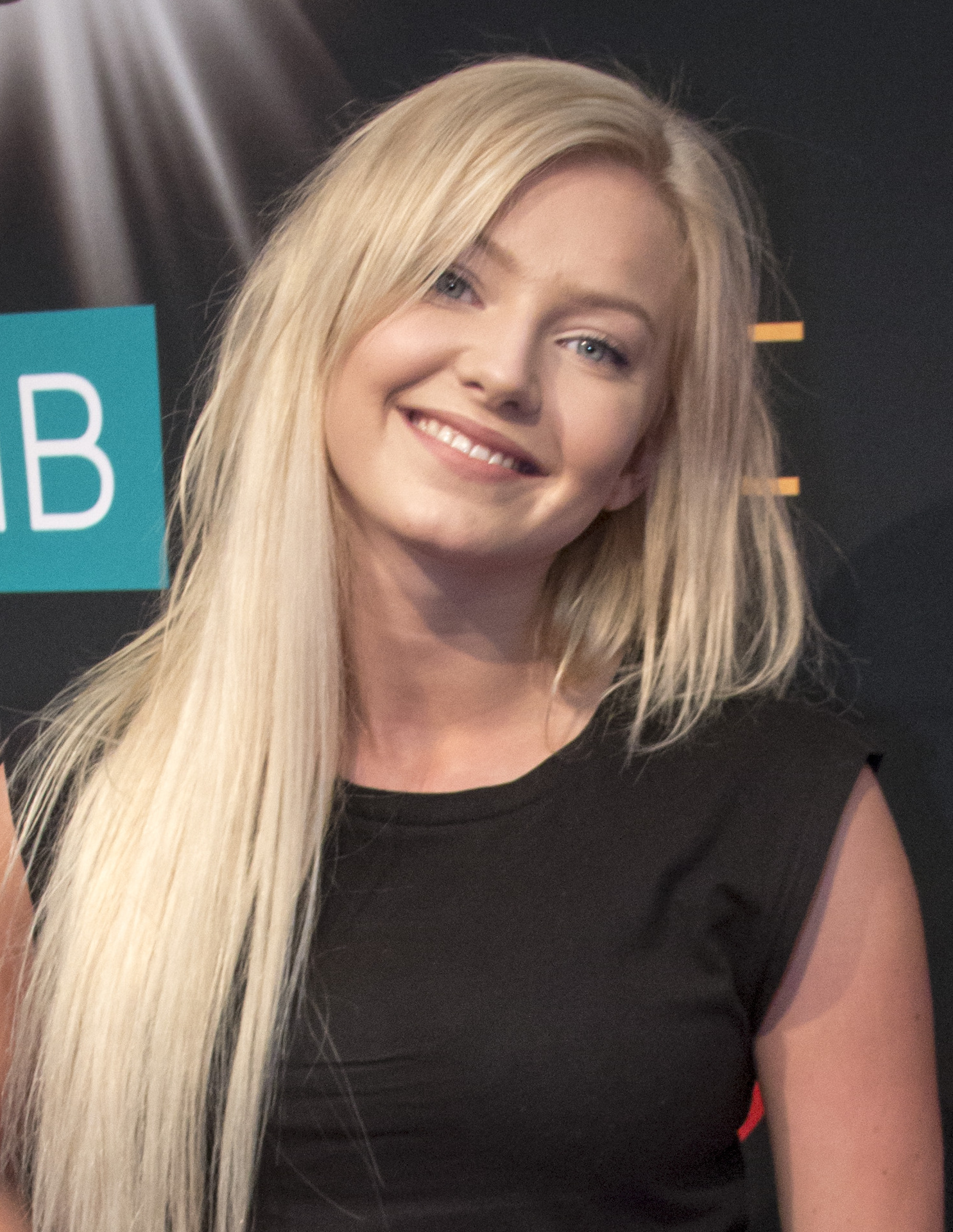
亞絲翠 2014 在 VG-Lista 的紅毯照

16 歲的亞絲翠在參加 2013 年的《Idol - Jakten på en superstjerne》後，發行了她的首支單曲《Shattered》，這首歌是與美國創作歌手 Melanie Fontana 共同創作的。隨後，她與 Sony ATV Music Publishing 簽訂了出版合約。她以全新的藝人形象發行的首支單曲《2AM》於 2014 年通過環球音樂發行，並於翌年在美國發行。她還發行了蕾哈娜、肯伊·威斯特和保羅麥卡尼的單曲《FourFiveSeconds》的翻唱版本。2016 年，她發行了歌曲《Hurts So Good》，並收錄於她的首張同名 EP《Astrid》中。她也曾支持特洛伊·希文的歐洲巡演。次年，她發行了第二張迷你專輯《Party's Over》。2017 年，亞絲翠為美國歌手凱蒂·佩芮的專輯《Witness》中的歌曲《Hey Hey Hey》提供了背景和聲。
2017 年，亞絲翠翻唱的 Cezinando 的《Vi er perfekt, men verden er ikke det》被收錄在《Skam》第四季的原聲帶中，並且在同年她在 P3 Gull 頒獎典禮上演唱了這首歌曲。2017 年 6 月 30 日，她發行了第二張迷你專輯《Party's Over》，該迷你專輯收錄了單曲《Breathe》和《Such a Boy》。兩周後，迷你專輯的原聲版本也發行，並增加了一首名為《Mexico》的歌曲。2017 年 9 月，她的單曲《Think Before I Talk》在瑞典排行榜上達到了第 14 位，後來獲得了白金認證。它在丹麥也獲得了金獎認證，並在丹麥排行榜上達到了第九位。2018 年 2 月，亞絲翠在年度Spellemannsprisen（挪威音樂獎）中獲得了 Årets Spellemann（年度藝人獎），成為自 2003 年以來首位獲此殊榮的女性藝人。 在發行歌曲《Emotion》後，亞絲翠加入了這些年樂團的英國巡演，並於 2019 年支持莎拉·萊森的美國巡演。2019年4月，亞絲翠成為 Fendi F for Fendi 廣告活動的代言人。她與 16 歲的氣候變遷活動家格蕾塔·童貝里一同參加了瑞典的「Fridays For Future」活動，並演唱了《I Want to Know What Love Is》這首歌，這首歌原唱為 Foreigner。

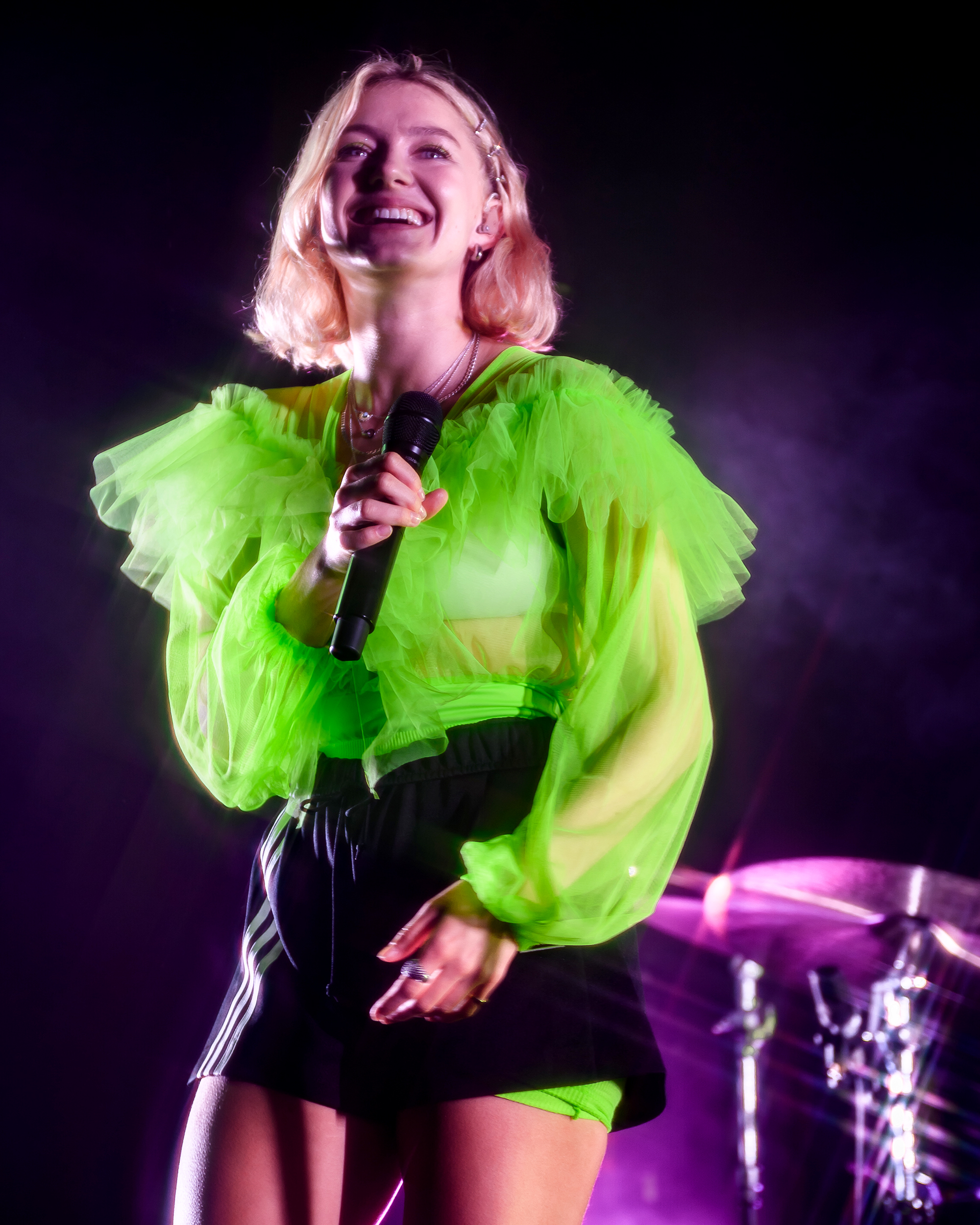
亞絲翠 2019 年在加州 The Observatory OC 的表演

2019 年 8 月，她發行了第四張迷你專輯《Trust Issues》。該迷你專輯收錄了先前發行的單曲《Someone New》、《Emotion》和《The First One》，另外還有兩首新歌：《Doing To Me》和《Trust Issues》。2020 年，亞絲翠的首支發行歌曲是《I Do》，這是與鄉村歌手Brett Young的合作。該歌曲在挪威達到第三位。同年 9 月，亞絲翠宣布了她的首張錄音室專輯《Leave It Beautiful》，並於 2020 年 10 月 16 日發行。專輯發行前，她先後推出了單曲《Dance Dance Dance》、《Marilyn Monroe》和《It's Ok If You Forget Me》。
2021 年，法國歌手弗倫奇·蒙塔納的歌曲《How You King?》與亞絲翠的《Jump》在歌詞上有相似之處。 亞絲翠事後作為共同詞曲創作者獲得了應有的版稅並收到補償。
同年，她在挪威翻拍版的《三顆堅果給灰姑娘》（Tre nøtter til Askepott）中飾演了灰姑娘（Askepott），該片改編自1973年捷克/東德的電影《Tři oříšky pro Popelku》，並為該片發行了單曲《Når Snøen Smelter》，這是她的第一首原創挪威語歌曲。